# Tropidophis hendersoni
Tropidophis hendersoni е вид змия от семейство Tropidophiidae. Видът е критично застрашен от изчезване.

## Разпространение
Разпространен е в Куба.